# Julio Rivera (football)
Pour les articles homonymes, voir Julio Rivera (homonymie).
Julio César Rivera Gonzáles, né le 12 avril 1968 à Lima au Pérou, est un joueur de football péruvien qui évoluait au poste de milieu de terrain.
Surnommé Coyote Rivera, il est le demi-frère de l'international péruvien Paolo Guerrero.

## Biographie

### Carrière de joueur

#### En club
Formé à l'Alianza Lima, Julio Rivera intègre l'école technique de l'armée (ETE) de 1983 à 1988. Il rejoint en 1989 le Club Los Ángeles de Moquegua avant de signer en 1992 au FBC Melgar d'Arequipa, en 1re division péruvienne.
En 1993, il passe au Sporting Cristal où il remporte trois championnats du Pérou consécutifs en 1994, 1995 et 1996. En 1999, il signe à l'Universitario de Deportes, où il remporte deux autres championnats cette même année et en 2000.
Rivera joue six éditions de Copa Libertadores entre 1993 et 2000 (cinq avec le Sporting Cristal et une avec l'Universitario) soit un total de 40 matchs. Il se distingue lors de l'édition 1997 où il marque son seul but de la compétition en demi-finales contre le Racing Club, le 30 juillet 1997. Il sera d'ailleurs finaliste du tournoi cette année-là.
Il met fin à sa carrière en 2011 à l'Hijos de Acosvinchos en 2e division péruvienne.

#### En sélection
International péruvien, Julio Rivera joue 34 matchs (pour aucun but inscrit) entre 1992 et 1997. 
Il figure dans le groupe des sélectionnés lors des Copa América de 1993 et 1995. Il atteint les quarts de finale de cette compétition en 1993.
Il joue également quatre matchs comptant pour les tours préliminaires de la coupe du monde, lors des éditions 1994 et 1998.

### Carrière d'entraîneur puis dirigeant
Rivera fut brièvement entraîneur de l'Hijos de Acosvinchos, son dernier club professionnel, en 2011. En janvier 2022, il est nommé président de l'Institut péruvien du sport (IPD), mais son mandat ne dure que quelques mois,.

## Palmarès(joueur)
| Sporting Cristal - Championnat du Pérou (3) : - Champion : 1994, 1995 et 1996. - Vice-champion : 1997 et 1998. - Copa Libertadores : - Finaliste : 1997. |  | Universitario de Deportes - Championnat du Pérou (2) : - Champion : 1999 et 2000. |